# Massif d'Anboto

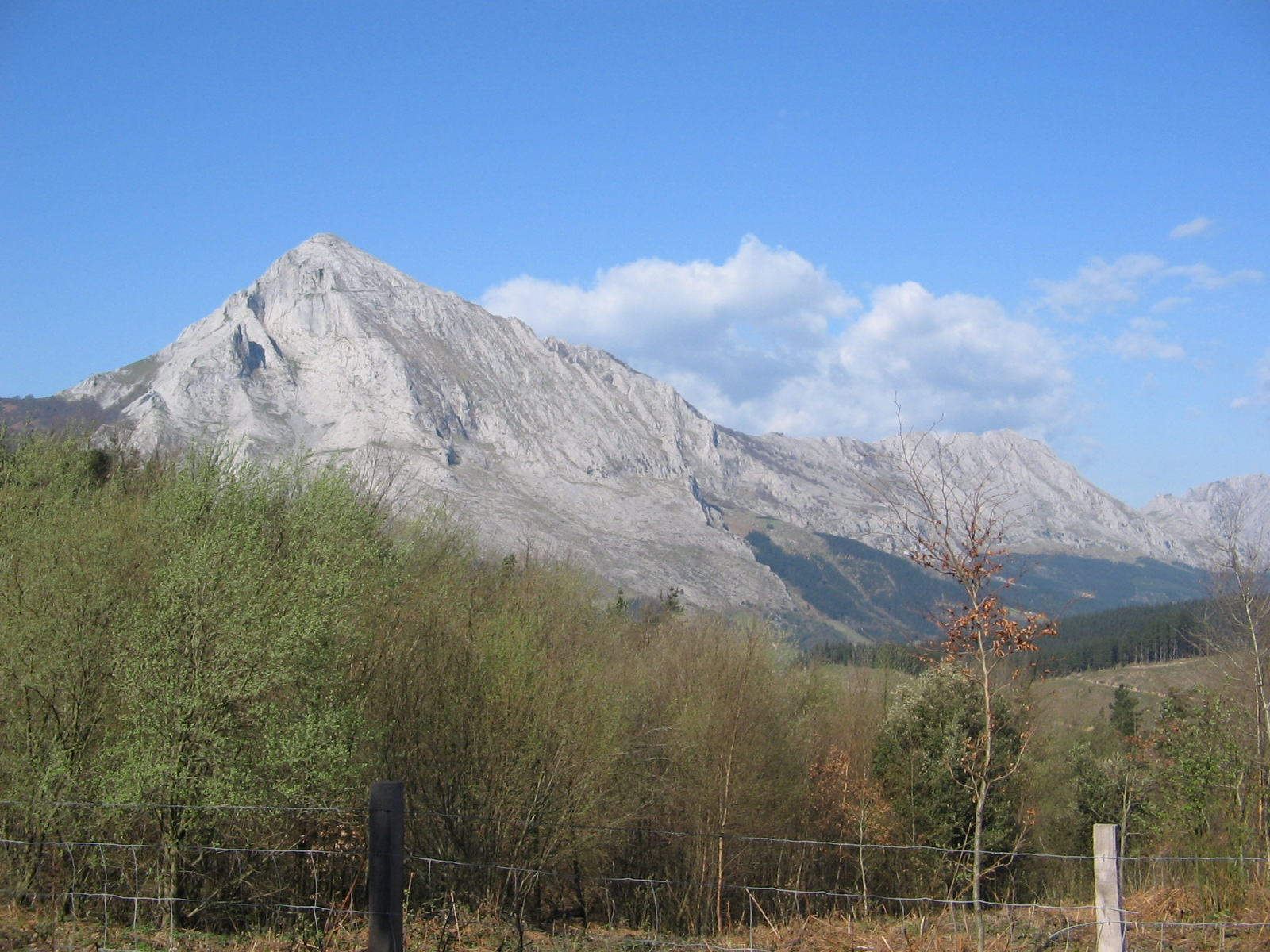
Le mont Anboto.

Le massif d'Anboto, ou montagnes du Durangaldea ou encore rochers du Durangaldea, est situé à la limite de l'Alava et de la Biscaye dans la chaîne des Montagnes basques.
Ses sommets les plus hauts sont l'Anboto 1 331 m, Saitzen Puntie 1 247 m et Elgoin 1 243 m.

## Sommets
- Anboto, 1 331 m 43° 05′ 17″ nord, 2° 35′ 47″ ouest (Biscaye)
- Saitzen Puntie, 1 247 m 43° 05′ 23″ nord, 2° 36′ 08″ ouest (Biscaye)
- Elgoin, 1 243 m 43° 05′ 30″ nord, 2° 36′ 21″ ouest (Biscaye)
- Kurutzeta, 1 214 m 43° 05′ 36″ nord, 2° 36′ 30″ ouest (Biscaye)
- Azkillar, 1 065 m 43° 05′ 11″ nord, 2° 35′ 32″ ouest (Biscaye)
- Alluitz, 1 034 m 43° 06′ 36″ nord, 2° 37′ 26″ ouest (Biscaye)
- Larrano Urkulu Puntea, 1 012 m 43° 06′ 29″ nord, 2° 37′ 25″ ouest (Biscaye)
- Zorrotza, 1 011 m 43° 06′ 25″ nord, 2° 37′ 24″ ouest (Biscaye)
- Gaintza, 1 008 m 43° 06′ 24″ nord, 2° 37′ 20″ ouest (Biscaye)
- Urkiolagirre, 1 008 m 43° 05′ 30″ nord, 2° 37′ 36″ ouest (Biscaye)
- Pagazelaiburu, 1 006 m 43° 05′ 09″ nord, 2° 36′ 17″ ouest (Biscaye)
- Larrano Puntea, 981 m 43° 06′ 03″ nord, 2° 37′ 07″ ouest (Biscaye)
- Frailea, 972 m 43° 05′ 39″ nord, 2° 35′ 42″ ouest (Biscaye)
- Arluziaga, 968 m 43° 05′ 19″ nord, 2° 36′ 48″ ouest (Biscaye)
- Untzillatx, 941 m 43° 07′ 40″ nord, 2° 38′ 43″ ouest (Biscaye)
- Saukuko Gane, 865 m 43° 07′ 25″ nord, 2° 38′ 36″ ouest (Biscaye)
- Maltsaso, 849 m 43° 04′ 40″ nord, 2° 38′ 10″ ouest (Alava)
- Ollargan, 843 m 43° 04′ 58″ nord, 2° 37′ 58″ ouest (Alava)
- Andasto, 822 m 43° 04′ 53″ nord, 2° 34′ 55″ ouest (Alava)
- Altzerrekie, 818 m 43° 07′ 41″ nord, 2° 38′ 53″ ouest (Biscaye)
- Fraileburu, 814 m 43° 07′ 39″ nord, 2° 38′ 53″ ouest (Biscaye)
- Andastoko atxak, 808 m 43° 04′ 57″ nord, 2° 34′ 40″ ouest (Alava)
- Aitz Txiki ou Astxiki, 786 m 43° 07′ 03″ nord, 2° 37′ 45″ ouest (Biscaye)
- Azunardi, 759 m 43° 04′ 24″ nord, 2° 38′ 11″ ouest (Alava)
- Urrestei, 678 m 43° 07′ 19″ nord, 2° 38′ 27″ ouest (Biscaye)
- Isuskitzako atxa, 662 m 43° 04′ 55″ nord, 2° 34′ 27″ ouest (Alava)
- Elosumendi, 629 m 43° 07′ 05″ nord, 2° 38′ 43″ ouest (Biscaye)
- Loargoiti, 601 m 43° 07′ 37″ nord, 2° 38′ 15″ ouest (Biscaye)
- San Migel Mendia, 437 m 43° 07′ 22″ nord, 2° 36′ 17″ ouest (Biscaye)
- Imietamendi, 348 m 43° 06′ 57″ nord, 2° 35′ 35″ ouest (Biscaye)